# 圣安德肋城堡
圣安德肋城堡（Fort Saint-André）是一个中世纪城堡，位于法国加尔省阿维尼翁新城，建于14世纪上半叶。

## 保护
圣安德肋城堡在1903年4月25日和1925年11月14日列为历史古迹。

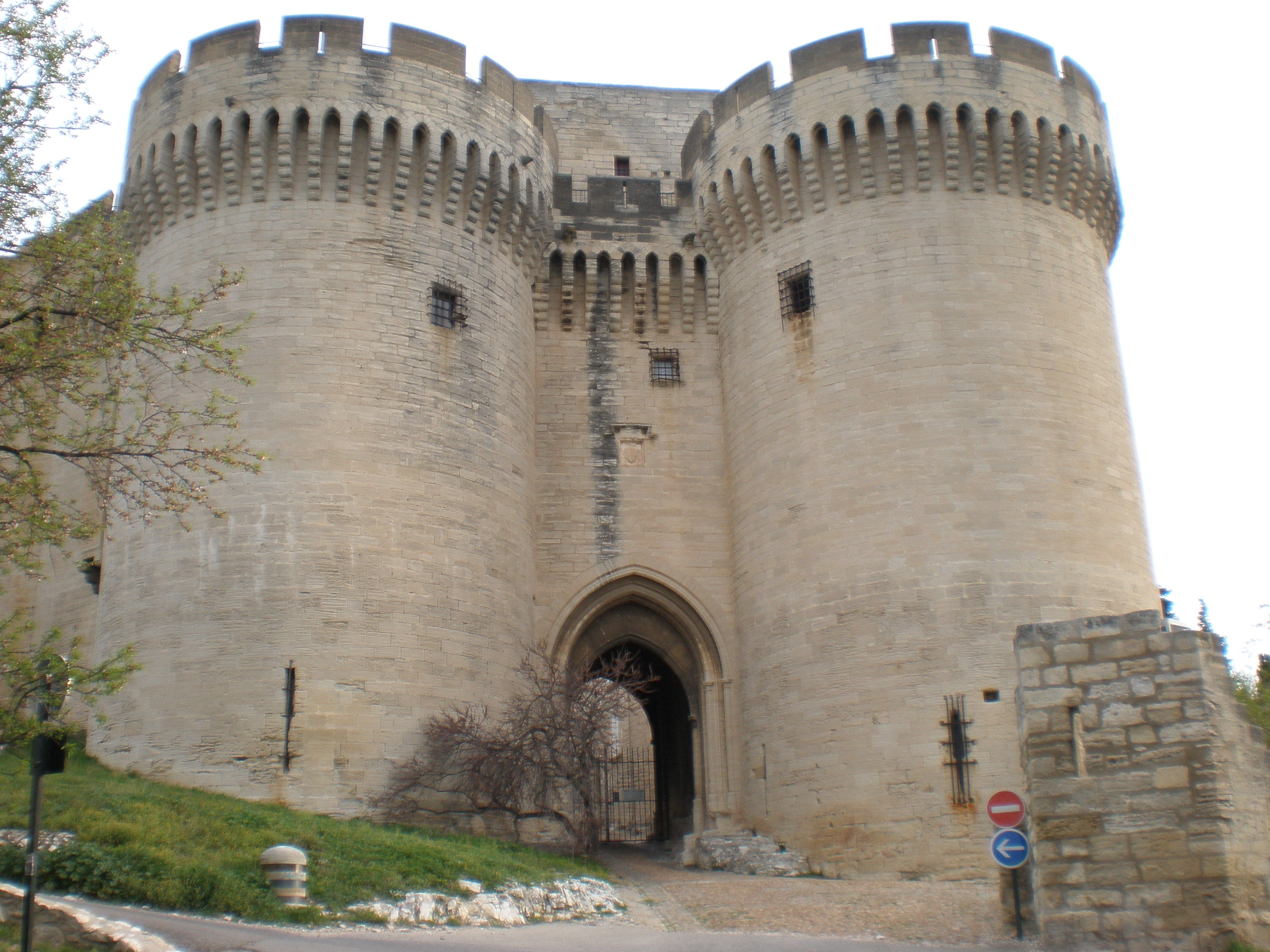
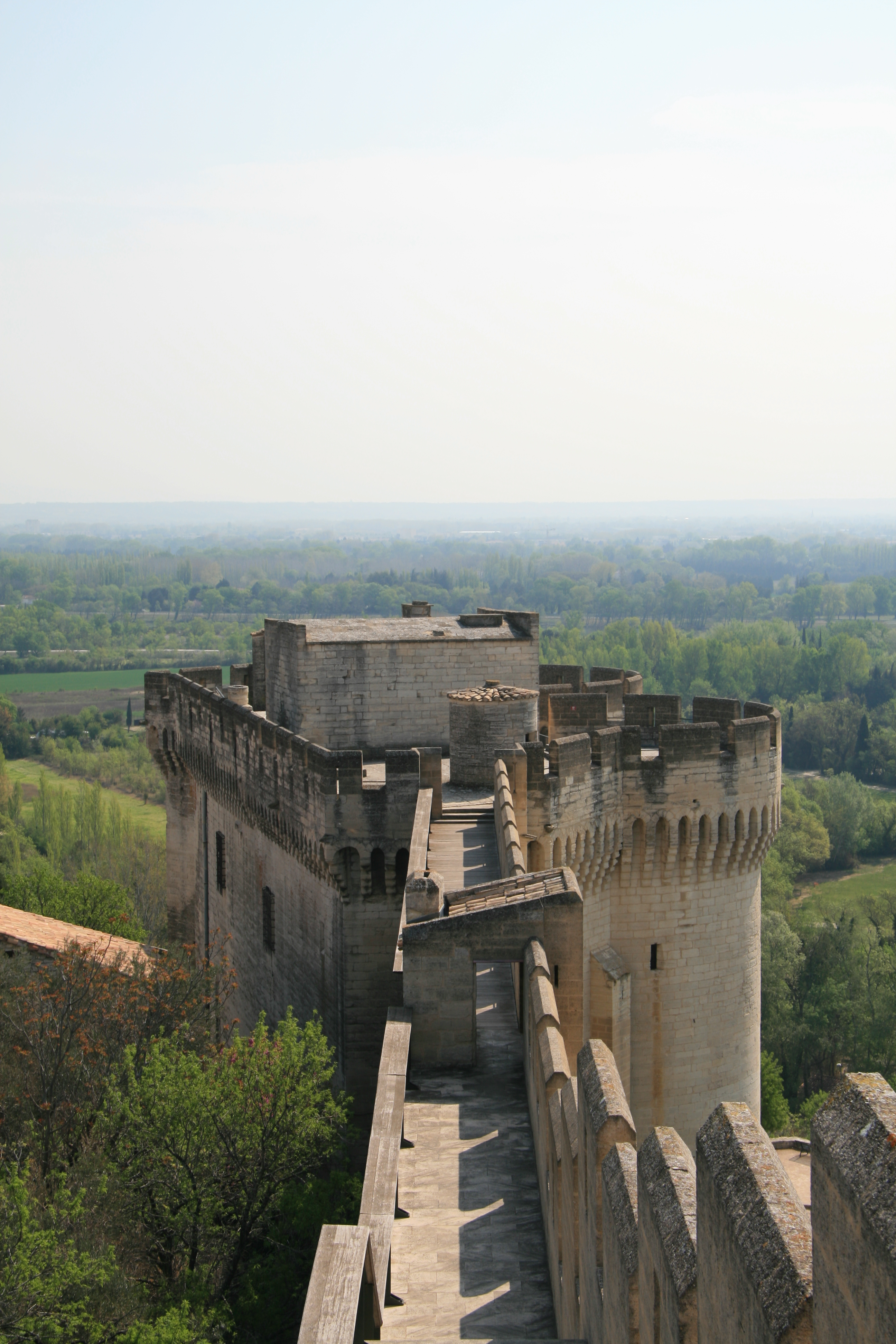
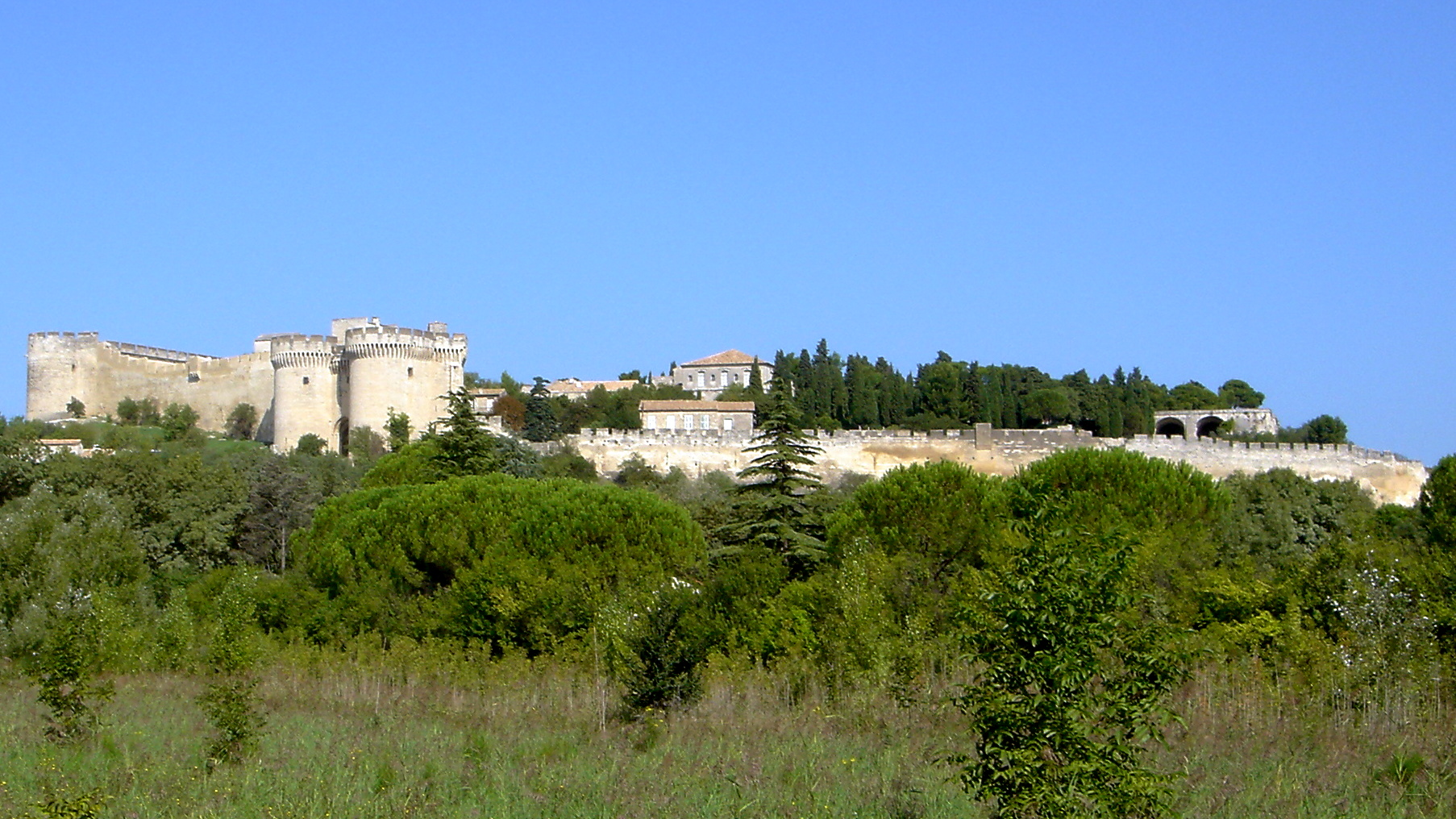
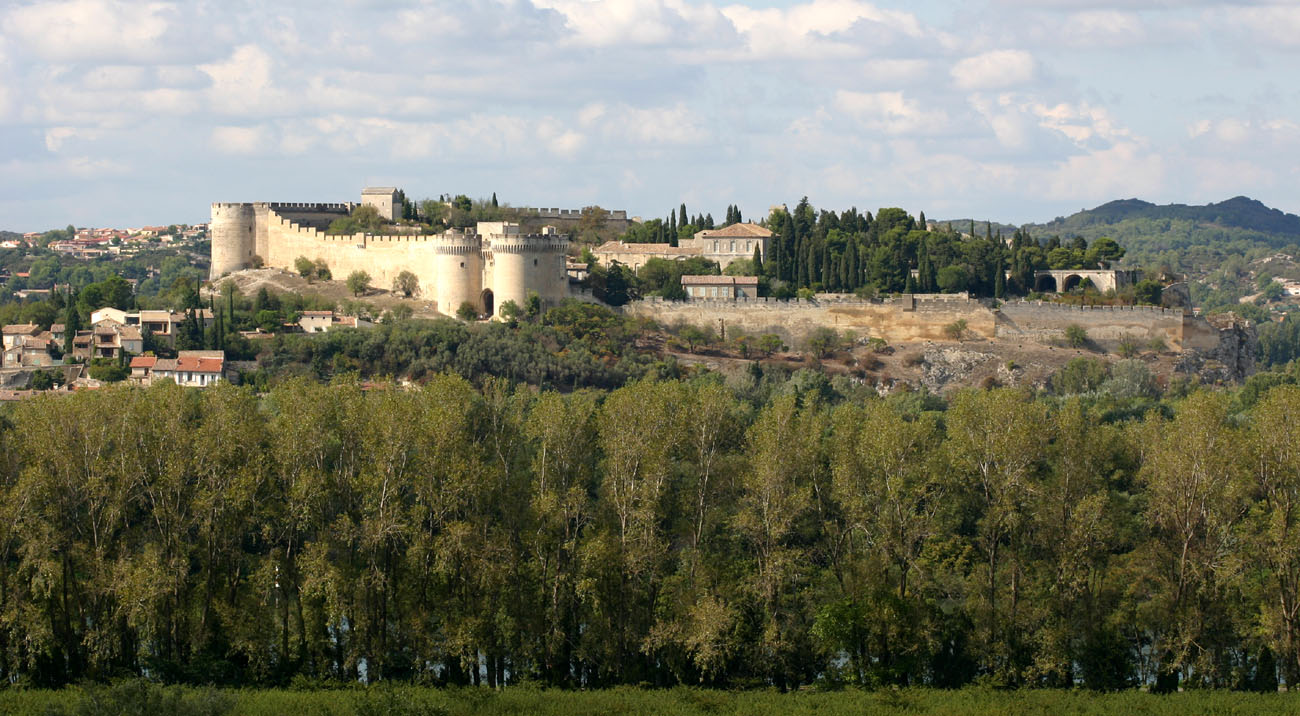